# Schermerhorn Building
El Schermerhorn Building en 376–380 Lafayette Street en la esquina de Great Jones Street en el vecindario NoHo de Manhattan, Nueva York (Estados Unidos). Fue construido entre 1888 y 1889 por William C. Schermerhorn en el sitio de la mansión Schermerhorn y alquilado por él a un fabricante de ropa para niños. El edificio tipo loft estilo neorrománico fue diseñado por Henry Hardenbergh, arquitecto del Plaza Hotel y The Dakota. El edificio está construido con piedra rojiza, arenisca, terracota y madera, y tiene columnas enanas de mármol.
El edificio ha sido un hito de la ciudad de Nueva York desde 1966, y se agregó al Registro Nacional de Lugares Históricos el 28 de diciembre de 1979.